# اریک فرانسیس ویشوس
اریک فرانسیس ویشوس (انگلیسی: Eric F. Wieschaus؛ زادهٔ ۸ ژوئن ۱۹۴۷) یک دانشمند در زمینه زیست‌شناسی رشد اهل ایالات متحده آمریکا است.
وی همچنین برنده جایزه نوبل فیزیولوژی و پزشکی در سال ۱۹۹۵ شده است.